# 巴尔瓦哈
巴尔瓦哈（Barwaha），是印度中央邦West Nimar县的一个城镇。总人口24914（2001年）。

## 人口
该地2001年总人口24914人，其中男性12956人，女性11958人；0—6岁人口3307人，其中男1701人，女1606人；识字率74.30%，其中男性为80.70%，女性为67.35%。